# Andrew Rayel

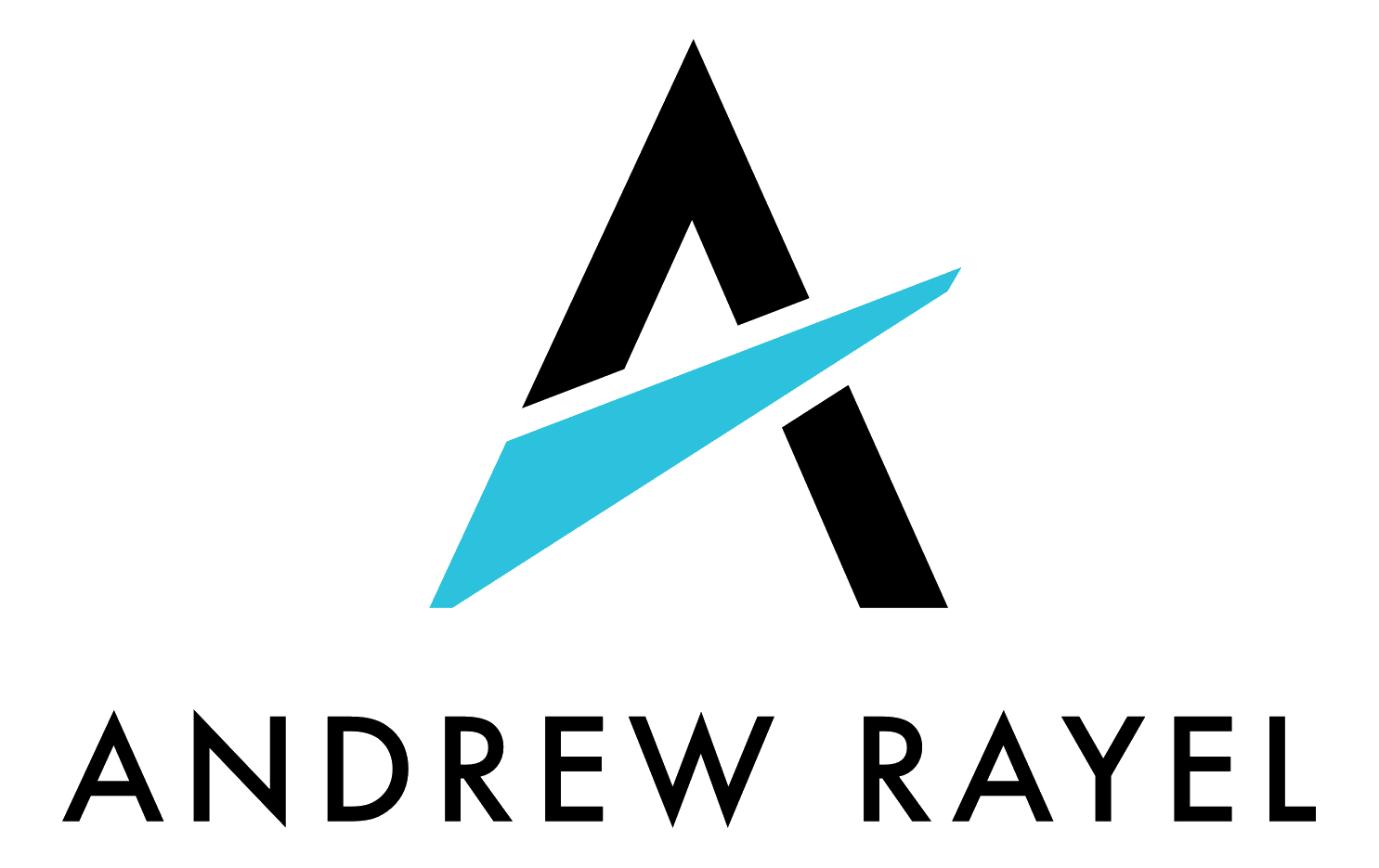
Logo oficial y actual de Andrew Rayel

Andrei Rață, más conocido como Andrew Rayel (Călărași, Moldavia 21 de julio de 1992), es un productor y DJ moldavo. Es conocido actualmente por su lanzamiento Horizon. Actualmente Rață ocupa el puesto #67 en la encuesta realizada en 2018 por la revista DJmag.

## Carrera
La carrera de música electrónica de Rayel comenzó en 2009 a los 17 años, pero comenzó a producir música y desarrollar su estilo cuatro años antes. Está firmado bajo el sello Armada Music , cofundado por Armin van Buuren . Su avance siguió a la votación de su sencillo "Aether" como "Tune of the Week" en el programa de radio de Van Buuren, A State of Trance . Actuó en varios eventos de "A State of Trance".
Aunque su carrera es bastante joven, Andrew ya ha pinchado en los clubes más legendarios del mundo y festivales masivos. De Ultra Music Festival , Tomorrowland , Stereosonic , Electric Daisy Carnival , Ministry of Sound a múltiples estado de trance eventos, el Estado de noches en Ibiza Trance y el crucero Lunes bar de fama mundial.
Las canciones de Rayel son interpretadas con frecuencia por DJs y productores influyentes de todo el mundo, incluidos Armin van Buuren, Tiësto , W&W , Dash Berlin, Hardwell y muchos otros. En 2012, Rayel se ubicó en el puesto 77 en los Top 100 DJs de DJmag ; se ubicó en el puesto 28 en 2013, ganando el título de "escalador más alto" en el ranking. El ascenso continuó en 2014, ocupando el puesto número 24.. Rayel anunció en 2013 que un nuevo álbum de artista iba a ser lanzado en 2014.
En agosto de 2013, Rayel anunció su primera compilación oficial, titulada Mystery of Aether , que incluía temas de van Buuren, Ørjan Nilsen , Airbase y W & W , entre otros. Incluía nuevas canciones y remixes interpretados por Rayel. El álbum fue lanzado el 6 de septiembre de 2013. En septiembre de 2013, hizo una entrada para la canción que trabajó para el concurso ASOT 650 Anthem, sin embargo no ganó el concurso.
El primer álbum de Rayel, Find Your Harmony , se lanzó el 30 de mayo de 2014.
Después de un período de tres años de giras sin escalas y períodos de intenso enfoque en el estudio de grabación, Rayel está listo para lanzar su segundo álbum de estudio, Moments (que se lanzará bajo Armada Music) el 5 de mayo de 2017, acompañado de una gira mundial. El primer sencillo del álbum ya salió y está titulado, "I'll Be There", con Eric Lumiere.

## InHarmony Music
El nuevo sello discográfico de Rayel, denominado InHarmony Music. Fue creado el 22 de septiembre  de 2017 en adelante. Comopuesto por artistas invitados como Bodgan Vix, KeyPlayer, Mark Sixma, Husman, Leo Reyes, entre otros. 
En 2018 creó su radioemisora llamado Find You Harmony Radio a finales de ese año.

## Discografía

### Álbumes de artistas
- 2014, May Find Your Harmony
- 2017, May Moments

### Álbumes de compilación
- 2013 Mystery of Aether[9]
- 2014, November Find Your Harmony 2015

### Sencillos
- 2010 Always In Your Dreams (feat. Flaya)
- 2011 Aether
- 2011 Opera
- 2011 Drapchi / Deflageration
- 2011 550 Senta / Believe
- 2011 We Never Come Back
- 2011 Globalization
- 2012 Aeon of Revenge / Source Code
- 2012 How Do I Know (feat. Jano)
- 2012 Coriolis / Exponential
- 2013 Musa / Zeus
- 2013 Sacramentum (con Bobina)
- 2013 Until the End (con Jwaydan)
- 2013 Dark Warrior
- 2014 EIFORYA (con Armin van Buuren)
- 2014 Goodbye (feat. Alexandra Badoi)
- 2014 Power of Elements (Trancefusion 2014 Anthem)
- 2014 One In A Million (feat. Jonathan Mendelsohn)
- 2014 Followed By Darkness
- 2015 Impulse
- 2015 Miracles (feat. Christian Burns)
- 2015 We Bring The Love (feat. Sylvia Tosun)
- 2015 Daylight (feat. Jonny Rose)
- 2015 Mimesis (con Alexander Popov)
- 2015 Chased (con Mark Sixma)
- 2016 Winterburn (con Digital X feat. Sylvia Tosun)
- 2016 Once In a Lifetime Love (feat. Kristina Antuna)
- 2016 Epiphany
- 2016 All Systems Down (con KhoMha)
- 2016 Take It All (con Jochen Miller feat. Hansen Tomas)
- 2017 I'll Be There (feat. Eric Lumiere)
- 2017 Connected (con ATB)
- 2017 Tacadum
- 2017 My Reflection (feat. Emma Hewitt)
- 2017 Lighthouse (feat. Christina Novelli)
- 2017 Heavy Love (con Max Vangeli feat. Kye Sones)
- 2017 Never Let Me Go (feat. Angelika Vee)
- 2017 Home (feat. Jonathan Mendelsohn)
- 2017 Mass Effect
- 2017 Soul On The Run (con Bogdan Vix & Key Player feat. Roxana Constantin)
- 2018 Horizon (feat. Lola Blanc)
- 2018 Trance ReBorn (con David Gravell) [FYH100 Anthem]
- 2018 Tambores (con Grahham Bell)
- 2018 Dark Resistance
- 2018 In The Dark (feat. HALIENE)
- 2018 New Dawn (con Corti Organ feat. Max Cameron)
- 2018 "Last Summer" (con Fernando Garibay featuring Jake Torrey)
- 2019 "The Melody" (con NWYR)[10]
- 2019 "Originem" [FYH 150 Anthem][11]
- 2019 "Take All Of Me" (feat. HALIENE)[12]
- 2019 "Kick, Bass & Trance" (con Chukiess & Wackboi)[13]
- 2020 "Light Side of the Harmony (FYH 200 Anthem)"[14]
- 2020 "Dark Side of the Harmony (FYH 200 Anthem)"[15]
- 2020 "Stars Collide" (con Robbie Seed feat. That Girl)[16]
- 2020 "Never Going Down" (feat. Roxanne Emery)[17]
- 2020 “Everything Everything” (con Olivia Sebastianelli)[18]
- 2021 "Carry You Home" (con Tensteps feat. Runaground)
- 2021 "Silver Lining"

### Remixes
- 2011 Karybde & Scilla – Tokyo (Andrew Rayel Remix)
- 2011 Ruben de Ronde – Timide (Andrew Rayel Remix)
- 2011 Faruk Sabanci – Maidens Tower 2011 (Andrew Rayel 1AM Remix)
- 2011 W&W vs. Jonas Stenberg – Alligator Fuckhouse (Andrew Rayel Stadium Remix)
- 2011 Tiësto feat. Kay - Work Hard, Play Hard (Andrew Rayel Hard Remix)
- 2012 Luke Terry – Tales from the Forest (Andrew Rayel Sunrise/Sundown Remixes)
- 2012 Craig Connelly – Robot Wars (Andrew Rayel Stadium Remix)
- 2012 Roger Shah feat. Carla Werner – One Love (Andrew Rayel Remix)
- 2012 Fabio XB & Wach vs. Roman Sokolovsky – Eternal (Andrew Rayel Remix)
- 2012 Fady & Mina – Kepler 22 (Andrew Rayel Aether Remix)
- 2012 Bobina – The Space Track (Andrew Rayel Stadium Remix)
- 2012 Tenishia – Where Do We Begin (Andrew Rayel Remix)
- 2012 Armin van Buuren feat. Jan Vayne – Serenity (Andrew Rayel Aether Remix)
- 2013 Armin van Buuren & Markus Schulz – The Expedition (ASOT 600 Anthem) [Andrew Rayel Remix]
- 2013 Andy Moor & Betsie Larkin – Love Again (Andrew Rayel Remix)
- 2013 Kyau & Albert - All Your Colours (Andrew Rayel Remix)
- 2013 Zedd feat. Foxes - Clarity (Andrew Rayel Remix)
- 2013 Jamaster A feat. Bi Bi Zhou- I Miss You Missing Me (Andrew Rayel vs. Jamaster A Stadium Remix)
- 2013 Dash Berlin feat. Sarah Howells - Go It Alone (Andrew Rayel Remix)
- 2013 Alex M.O.R.P.H. feat. Silvia Tosun - An Angel's Love (Andrew Rayel Aether Remix)
- 2013 Faithless - Insomnia (Andrew Rayel Remix)
- 2013 Armin van Buuren - Intense (Andrew Rayel Remix)
- 2014 Hardwell feat. Matthew Koma - Dare You (Andrew Rayel Remix)
- 2014 Ivan Gough & Feenixpawl feat. Georgi Kai - In My Mind (Andrew Rayel Remix)
- 2014 Sick Individuals - Wasting Moonlight (Andrew Rayel Remix)
- 2015 Armin van Buuren - Save My Night (Andrew Rayel Remix)
- 2015 Cosmic Gate & Kristina Antuna - Alone (Andrew Rayel Remix)
- 2015 Tommy Trash feat. JHart - Wake The Giant (Andrew Rayel Remix)
- 2015 Lost Frequencies feat. Janieck Devy - Reality (Andrew Rayel Remix)
- 2015 Dimitri Vegas & Like Mike feat.Ne-Yo - Higher Place (Andrew Rayel Remix)
- 2015 Dash Berlin - Till The Sky Falls Down (Andrew Rayel Remix)
- 2016 Armin van Buuren feat. Eric Vloeimans - Embrace (Andrew Rayel Remix)
- 2016 Armin van Buuren feat. Betsie Larkin - Again (Andrew Rayel Remix)
- 2016 The Chainsmokers ft. Halsey - Closer (Andrew Rayel Bootleg)
- 2017 Armin van Buuren & Garibay feat. Olaf Blackwood - I Need You (Andrew Rayel Remix)
- 2017 Mark Sixma feat. Emma Hewitt - Missing (Andrew Rayel & Mark Sixma Remix)
- 2019 Armin van Buuren - Lifting You Higher [ASOT 900 Anthem] (Andrew Rayel Remix)[19]
- 2019 The Chainsmokers & Illenium feat. Lennon Stella - "Takeaway" (Andrew Rayel Remix)[20]

## Ranking DJmag
| DJ           | 2012 | 2013 | 2014 | 2015 | 2016 | 2017 | 2018 |
| ------------ | ---- | ---- | ---- | ---- | ---- | ---- | ---- |
| Andrew Rayel | 77°  | 28°  | 24°  | 40°  | 65°  | 79°  | 67°  |